# Leskeodontopsis
Leskeodontopsis là một chi rêu trong họ Daltoniaceae.